# Loria's satijnvogel
De Loria's satijnvogel (Cnemophilus loriae) is een zangvogel uit de familie Cnemophilidae. Deze vogel is genoemd naar de Italiaanse etnoloog Lamberto Loria (1855-1913).

## Verspreiding en leefgebied
Deze soort komt voor in de bergen van westelijk-centraal tot zuidoostelijk Nieuw-Guinea.

## Status
De grootte van de populatie is niet gekwantificeerd maar de soort wordt omschreven als algemeen en wijdverspreid. Op de Rode lijst van de IUCN heeft deze soort de status niet bedreigd.